# Daniel Klute
Daniel O'Donnell Klute (1921–1964) fue un científico estadounidense especializado en la combustión en los motores cohete, formado como ingeniero químico.

## Semblanza
Durante la Segunda Guerra Mundial, Klute trabajó para Chrysler desarrollando el primer avión de combate a reacción estadounidense. Posteriormente fue reclutado para trabajar en el Proyecto Manhattan (en el que se desarrolló la primera bomba atómica) en Oak Ridge, Tennessee.
Durante los primeros años 1960, Klute estuvo al frente del departamento de investigación sobre combustión en la empresa  Rocketdyne Corporation, coincidiendo con el desarrollo del motor F-1 de los cohetes Saturno. Las pruebas de este motor habían revelado un serio problema de inestabilidad durante la combustión, potencial causa de fallos catastróficos. En octubre de 1962, Klute presidió el Comité de Estabilidad de la Combustión en la División de Propulsión Líquida en Rocketdyne. Sus contribuciones fueron fundamentales para solucionar los problema de inestabilidad en la combustión.
Su experiencia en Rocketdyne incluyó el análisis del diseño de casi todos los motores cohete de la empresa, tanto de combustible líquido como sólido. En los últimos cuatro años de su vida se dedicó a los dispositivos de combustión de los motores cohete de combustible líquido, siendo especialmente influyente en el diseño y desarrollo de los componentes de combustión de los motores J-2 y F-1. Sus excepcionales contribuciones en este campo fueron reconocidas por la NASA.
En 1945, Klute se casó con Frances Kramer en Detroit, Míchigan. Tuvieron nueve hijos; Michael, Mary, Daniel, David, Margaret, Martha, Elizabeth, Steven, y Helen.

## Eponimia
- El cráter lunar Klute lleva este nombre en su memoria desde 1970 por acuerdo de la Unión Astronómica Internacional.[1]